# فريد الدين البغدادي
شاه محمد فريد الدين البغدادي ( ق. 1551شاه صاحب م  –  حوالي 1733 م)، والمعروف أيضًا باللقب الفخري شاه صاحب ، ويُكتب أحيانًا فريد الدين ، كان وليًا صوفيًا عراقيًا في القرن السابع عشر . يُعتقد أنه نشر الإسلام في وادي تشيناب في جامو وكشمير . غادر إلى الحجاز وحج في مكة ، ثم سافر عبر مصر والسند . قبل نشره للإسلام في الوادي، سافر عبر أجرا ثم وصل إلى كشتوار حيث نشر الإسلام حوالي عام 1075 هـ ، الموافق 1664 م.كان عمره 75 عامًا في ذلك الوقت.

## سيرة
تعود أصوله العائلية إلى سيد برهاندين البغدادي الكبراوي، وهو خلاف المير سيد علي همداني. اسم والده سيد مصطفى . كان لمصطفى ثلاثة أبناء، شاه أسرار الدين ، وشاه أخيار الدين، وشاه أنور الدين.
سافر فريد الدين عبر مناطق متعددة من الوادي، وخاصةً كشتوار . وصل إلى هناك برفقة أتباعه وولديه، ونشر التصوف، وهو فرع من فروع الإسلام. ويُعتقد أن الإسلام انتشر بالفعل في الماضي على يد أولياء ووعاظ صوفيين آخرين، بمن فيهم مير سيد علي الهمداني ، ونوند ريشي ، وزين العابدين ريشي.
قبل وصوله إلى الوادي برفقة درويش محمد، ويار محمد، وسيد بهاء الدين ساعاني، وشاه عبدل، زار أغرا بالقرب من عهد شاه جيهان في سن الخامسة والسبعين.
وبعد انتشار الدين في المنطقة، يُعتقد أن حاكم كشتوار، راجا كيرات سينغ، قد قبل الإسلام تحت تأثير القديس وبالتالي أصبح الحاكم معروفًا باسمه الإسلامي ، راجا تيج محمد سينغ (الذي نُقشت أشعاره الشهيرة في الضريح).

## الموت والإرث
توفي فريد الدين عام 1733 ميلاديًا في منطقة كشتوار حيث بُني ضريح له من قِبل السكان المحليين أو حكومة الولاية . يحتفل شعب كشمير سنويًا بذكرى وفاته في الفترة ما بين 19و20 يونيو. يحضر ما يقرب من 50 ألف مُصلٍّ مجمع الزيارات (ضريح الولي) في المنطقة. يعرض مسؤولو الضريح سيف الولي وملابسه وعصاه التي استخدمها طوال حياته.دُفن بجوار ابنه في قبر يقع في وسط المدينة.